# Миненков, Василий Семёнович
Василий Семёнович Миненков (1921, Сусловичи — 27 марта 1944, Николаев) — Герой Советского Союза, участник «десанта Ольшанского», автоматчик роты автоматчиков 384-го отдельного батальона морской пехоты (Одесская военно-морская база, Черноморский флот), старший матрос.

## Биография
Родился в 1921 году в селе Сусловичи ныне Краснинского района Смоленской области. Русский. Окончив среднюю школу, уехал к старшему брату в Ленинград. Там работал на заводе.
С 1940 года в Военно-Морском флоте.
Участник Великой Отечественной войны с 1941 года. В отрядах морской пехоты Василий Миненков сражался под Новороссийском, защищал Туапсе. Был дважды ранен.
Во второй половине марта 1944 года войска 28-й армии начали бои по освобождению города Николаева. Чтобы облегчить фронтальный удар наступающих, было решено высадить в порт Николаев десант. Из состава 384-го отдельного батальона морской пехоты выделили группу десантников под командованием старшего лейтенанта Константина Ольшанского. В неё вошли 55 моряков, 2 связиста из штаба армии и 10 сапёров. Проводником пошёл местный рыбак Андреев. Одним из десантников был старший матрос Миненков.
Двое суток отряд вёл кровопролитные бои, отбил 18 ожесточённых атак противника, уничтожив при этом до 700 солдат и офицеров врага. Во время последней атаки фашисты применили огнемёты и отравляющие вещества. Но ничто не смогло сломить сопротивление десантников, принудить их сложить оружие. Они с честью выполнили боевую задачу.
28 марта 1944 года советские войска освободили Николаев. Когда наступающие ворвались в порт, им предстала картина происшедшего здесь побоища: разрушенные снарядами обгорелые здания, более 700 трупов фашистских солдат и офицеров валялись кругом, смрадно чадило пожарище. Из развалин конторы порта вышло 6 уцелевших, едва державшихся на ногах десантников, ещё 2-х отправили в госпиталь. В развалинах конторы нашли ещё четверых живых десантников, которые не могли подняться: они умирали. Пали все офицеры, старшины, сержанты и многие краснофлотцы. Среди них и В. С. Миненков.
Похоронен в братской могиле в городе Николаев в сквере 68-ми десантников.
Весть об их подвиге разнеслась по всей армии, по всей стране. Верховный Главнокомандующий приказал всех участников десанта представить к званию Героя Советского Союза.
Указом Президиума Верховного Совета СССР от 20 апреля 1945 года за успешное действие в составе десантного отряда по захвату и удержанию плацдарма в тылу врага, облегчившее советским войскам освобождение города Николаева, старшему матросу Василию Семёновичу Миненкову посмертно присвоено звание Героя Советского Союза.
Награждён орденом Ленина.
В городе Николаев открыт Народный музей боевой славы моряков-десантников, в их честь названа улица. В сквере имени 68-ми десантников установлен памятник. В посёлке Октябрьском на берегу Бугского лимана, откуда уходили на задание десантники, установлена мемориальная гранитная глыба с памятной надписью.